# Afromelanichneumon afer
Afromelanichneumon afer är en stekelart som först beskrevs av Joseph Kriechbaumer 1884.  Afromelanichneumon afer ingår i släktet Afromelanichneumon och familjen brokparasitsteklar. Inga underarter finns listade i Catalogue of Life.